# 特雷维尼奥飞地

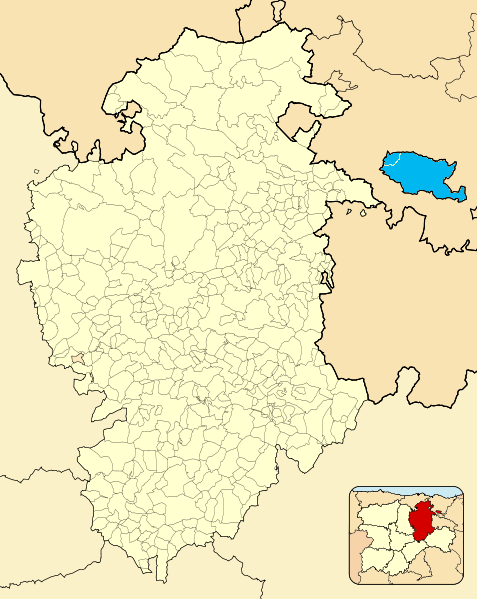
布尔戈斯省特雷维尼奥飞地（藍色）的位置。飞地内的两个市镇是孔达多德特雷维尼奥（大）和阿尔甘松镇（小）

特雷维尼奥飞地（西班牙語：Enclave de Treviño）是西班牙北部的一块飛地。它属于布尔戈斯省管辖，却位于巴斯克自治区的阿拉瓦省。因此，它是巴斯克自治區的内飞地，卡斯蒂利亚-莱昂的外飞地。飞地内有两个市镇：孔达多德特雷维尼奥和阿尔甘松镇。它也是埃布罗河畔米兰达司法辖区的一部分。

## 历史
拉普埃夫拉-德亚尔甘松于1191年从纳瓦拉国王桑乔六世那里获得了福埃罗斯地方特权。孔达多-德特雷维尼奥也是如此。1200年，这片土地被卡斯蒂利亚王国的阿方索八世征服。
在卡斯蒂利亚征服阿拉瓦之后，阿拉瓦的大部分地区享有巴斯克福埃罗斯特权。但是特雷维尼奥没有。它一开始是一座王室庄园，后来在1366年连同附近的村庄被曼里克家族（Manrique）所有。1453年，迭戈·戈麦斯·曼里克被封为伯爵，特雷维尼奥升格为县。他的儿子佩德罗·曼里克在1482年被封为纳赫拉（Nájera）公爵。在16世纪，伯爵和公爵的后代在特雷维尼奥建了一座宫殿，现在改装为市政厅。
因此，特雷维尼奥仍与卡斯蒂利亚紧密相连。它是1833年西班牙行政区划分中保留下来的少数几个飞地之一，也一直留存至今。布尔戈斯省原属旧卡斯蒂利亚历史地区，民主转型后成为卡斯蒂利亚-莱昂自治区的一部分。

## 语言
特雷维尼奥的许多地名，特别是中部和东部地区的一些地名是明显的巴斯克语词源。巴斯克語至少在18世纪晚期之前被广泛使用。在1810左右，法国公务员欧仁·科克贝尔·德蒙布雷在出版的巴斯克语言地图上将阿拉瓦最南端的拉普埃夫拉德亚尔甘松定为巴斯克语的南部边界。
阿拉瓦省承认巴斯克语的官方地位，但特雷维尼奥没有。2003年，拉普埃夫拉成立了一所巴斯克语言学校。特雷维尼奥两市的议会已经同意在乡镇推广巴斯克语，普及儿童的巴斯克语教育。
根据2012年的调查，特雷维尼奥有22％的人口会说巴斯克语，另有17％的人能够理解（但不会说）。巴斯克语在年轻人中普及率较高，16岁以下的青年中有65％是西班牙语-巴斯克语双语者。

## 现状
长期以来，特雷维尼奥飞地问题一直是卡斯蒂利亚-莱昂自治区政府和巴斯克地区政府，特别是阿拉瓦省政府之间的主要议题之一。阿拉瓦省几乎所有的区域政党都支持将特雷维尼奥飞地并入阿拉瓦省，而中間偏右的人民党地区分支则支持与布尔戈斯政党进行合作。截至2008年7月，孔达多市长拉内多（人民党）倾向于暂时与阿拉瓦省合作，等待让上级政府正式解决飞地问题。
特雷维尼奥飞地的居民大多在維多利亞接受医疗和教育服务，但他们需要直接向西班牙中央税务局缴纳税款，而不是向巴斯克自治区缴纳税款。在佛朗哥开始独裁的1940年，特雷维尼奥曾举行公民投票。结果显示，有98％的居民支持将并入阿拉瓦省，但是实际上的合并则一直没能实现。